# Poltava (huyện)
Huyện Poltava (tiếng Ukraina: Полтавський район, chuyển tự: Poltavas'kyi raion) là một huyện của tỉnh Poltava thuộc Ukraina. Huyện Poltava có diện tích 1260 km², dân số theo điều tra dân số ngày 5 tháng 12 năm 2001 là 66351 người với mật độ 53 người/km2. Trung tâm huyện nằm ở Poltava.